# Selotong
Selotong is een bestuurslaag in het regentschap Langkat van de provincie Noord-Sumatra, Indonesië. Selotong telt 4348 inwoners (volkstelling 2010).